# Franz Ehrle

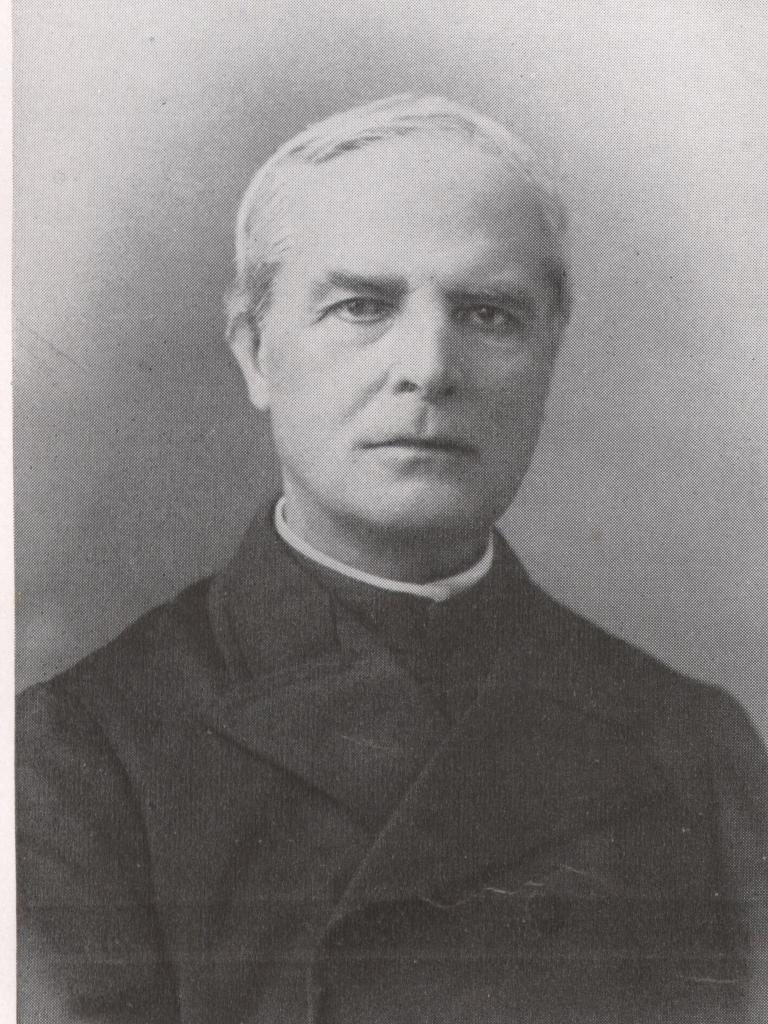
Franz Kardinal Ehrle (1930)

Kardinalswappen

Franz Kardinal Ehrle, SJ (lateinisch auch Franciscus Ehrle; * 17. Oktober 1845 in Isny im Allgäu; † 31. März 1934 in Rom) war ein Bibliothekar, Archivar und Kurienkardinal der römisch-katholischen Kirche.

## Ausbildung und Wirken
Franz Ehrle ging ab 1856 in das Jesuitengymnasium „Stella Matutina“ in Feldkirch (Vorarlberg) und trat am 29. September 1861 in Gorheim (Hohenzollern) im Alter von 16 Jahren den Jesuitenorden ein. Anschließend studierte er Philosophie und Katholische Theologie in Feldkirch (Vorarlberg), in Münster, in Maria Laach und am Ordenskolleg Ditton Hall bei Liverpool, wo er 1876 das Sakrament der Priesterweihe empfing. Danach setzte er seine theologischen Studien fort. Von 1877 bis 1878 war Ehrle im pastoralen Dienst in Liverpool tätig. 1878 wurde er Mitarbeiter der katholischen Zeitschrift Stimmen aus Maria Laach, deren Redaktion während des Kulturkampfes im Schloss Tervuren bei Brüssel Unterschlupf gefunden hatte. Dort war er bis 1880 sowohl als Wissenschaftler tätig als auch als Seelsorger in der Stadt Brüssel.
1880 ging Ehrle nach Rom, um wissenschaftlich zu arbeiten. Er war Mitarbeiter der Vatikanischen Bibliothek und wurde im Januar 1895 deren Pro-Präfekt und stieg im Juni desselben Jahres zum Präfekten auf. 1914 wurde er von diesem Amt entbunden.
Von 1914 bis 1919 war Ehrle Chefredakteur und Herausgeber der Stimmen aus Maria Laach. Er versah diese Aufgabe zuerst von Rom und Feldkirch aus, bis die Redaktion 1916 nach München umzog. Von 1919 bis 1922 war er Professor am Päpstlichen Bibelinstitut und an der Päpstlichen Universität Gregoriana in Rom. Ehrle war in dieser Zeit auch der Hauptorganisator der päpstlichen Forschungsbibliothek Leonina.
Am 11. Dezember 1922 erhob ihn Papst Pius XI. zum Kardinaldiakon der römischen Diakonie San Cesareo in Palatio. Am 17. April 1929 wurde er zum Kardinalbibliothekar der römischen Kirche (S.R.E. bibliothecarius et archivarius) ernannt.
Franz Ehrle starb am 31. März 1934 im Generalat des Jesuitenordens in Rom und wurde am 5. April 1934 auf dem römischen Friedhof Campo Verano beigesetzt.

## Familie
Franz Ehrle war das zweite von sechs Kindern des Amtsarztes Franz Eduard Ehrle (1812–1878) und dessen Frau Berta Ludovica, geborene von Fröhlich (1818–1889).
Sein älterer Bruder Carl Ehrle (1843–1917) war ab 1878 Distriktsarzt in Isny und ging als Erfinder des Maximalthermometers und der blutstillenden Watte in die Medizingeschichte ein. Seine jüngeren Brüder Otto Ehrle (1847–1924) und Friedrich Ehrle (1857–1872) waren ebenfalls Jesuiten. Sein Bruder Wilhelm Ehrle (1849–1936) war Bankier/Kommerzienrat in Ravensburg. Dessen Tochter Gertrud Ehrle, also die Nichte des Kardinals, war Laienauditorin beim Zweiten Vatikanischen Konzil.

## Würdigungen, Gedenken
Franz Ehrle war Mitglied der Akademien zu Berlin, Wien, Göttingen, München, Paris, Barcelona und erlange Ehrendoktorwürden der Universitäten München, Bonn, Münster, Tübingen, Oxford und Cambridge.
„Zum Eintritt in sein 80. Lebensjahr“ erhielt Franz Ehrle am 4. November 1924 in Anwesenheit von Papst Pius XI. eine fünfbändige Festschrift zusammen mit einem 80-seitigen Album überreicht.
Anlässlich seiner Ernennung zum Kardinal wurde Franz Ehrle im Dezember 1922 zum Isnyer Ehrenbürger ernannt. Zwei Gedenktafeln erinnern in Franz Ehrles Geburtsort Isny an ihn: An seinem Geburtshaus Bergtorstraße 1 und an der ehemaligen Benediktinerklosterkirche St. Georg und Jakobus.

## Schriften (Auswahl)
- Bibliotheca theologiae et philosophiae scholasticae selecta. 5 Bände. Paris 1885–1894.
- als Hrsg. mit Heinrich Denifle: Archiv für Literatur- und Kirchengeschichte des Mittelalters. 7 Bände. 1885–1900.
- Historia Bibliothecae Romanorum Pontificum. Band 1. Rom 1890.
- Der Sentenzenkommentar Peters von Candia. 1925.
- als Hrsg. mit Paul Liebaert: Specimina codicum latinorum vaticanorum (= Tabulae in usum scholarum. Band 3). A. Marcus und E. Weber’s Verlag, Bonn 1912 (lateinisch).
- mit Hermann Egger: Der vatikanische Palast in seiner Entwicklung bis zur Mitte des 15. Jahrhunderts. Band 1. Vatikan 1935.
- Gesammelte Aufsätze zur englischen Scholastik. Herausgegeben von Franz Pelster (= Storia e letteratura. Band 50). Edizioni di Storia e Letteratura, Rom 1970.